# Graeme Clark

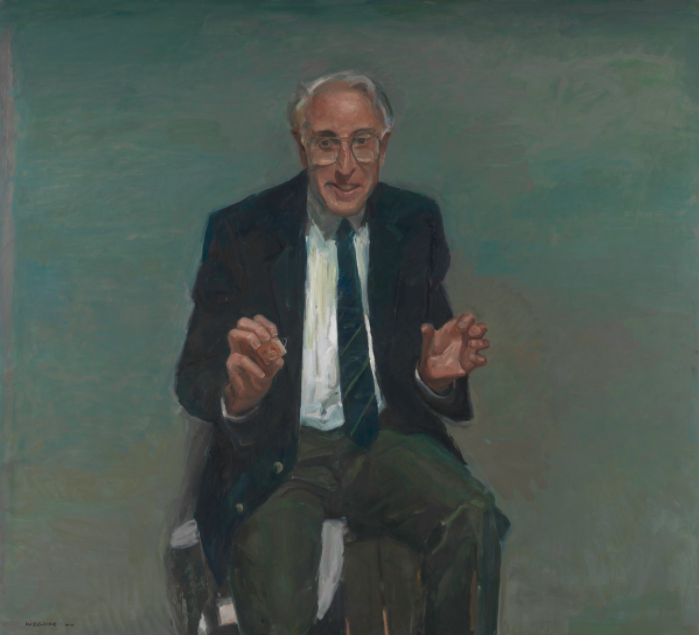
Graeme Clark

Graeme Milbourne Clark AC, (Camden in New South Wales, 16 augustus 1935) is een uitvinder uit  Australië.
Hij is de uitvinder van het meerkanaals cochleair implantaat dat geluid kan omzetten in pulsen die de gehoorzenuw stimuleren, waardoor personen die doof of ernstig slechthorend zijn (opnieuw) kunnen horen. Dit implantaat wordt in meer dan tachtig landen toegepast. Hij is tevens oprichter van het Bionic Ear Institute, dat een samenwerkingsovereenkomst met Cochlear Limited heeft afgesloten.
De ouders van Clark waren doof. Graeme volgde na zijn middelbare school een opleiding aan de Universiteit van Sydney. Zijn vader had al geprobeerd een kunstmatig oor te ontwikkelen en Graeme ging met zijn groep wetenschappers daar in de jaren zeventig van de twintigste eeuw mee door. Zij ontwikkelden een soort cochleair implantaat dat het slakkenhuis of cochlea in het oor stimuleert en implementeerden het eerste daarvan op 1 augustus 1978. Hij heeft ook in Melbourne gewerkt.
Clark is benoemd tot Companion in de Orde van Australië en Fellow bij de Royal Society. Daarnaast won hij verschillende prijzen, waaronder de Australian Father of the Year award in 2004 en de Centenary Medal in 2003.

## Websites
- Professor Graeme Clark. gearchiveerd